# 2021 w grach komputerowych
| Skróty platform | Skróty platform                                  |
| --------------- | ------------------------------------------------ |
| DC              | Dreamcast                                        |
| Droid           | Android                                          |
| DS              | Nintendo DS                                      |
| GB              | Game Boy                                         |
| GBA             | Game Boy Advance                                 |
| GBC             | Game Boy Color                                   |
| GCN             | GameCube                                         |
| iOS             | iOS                                              |
| Lin             | komputer osobisty z systemem operacyjnym Linux   |
| Mac             | komputer osobisty Mac                            |
| N64             | Nintendo 64                                      |
| NS              | Nintendo Switch                                  |
| PC              | komputer osobisty                                |
| PS1             | PlayStation                                      |
| PS2             | PlayStation 2                                    |
| PS3             | PlayStation 3                                    |
| PS4             | PlayStation 4                                    |
| PS5             | PlayStation 5                                    |
| PSP             | PlayStation Portable                             |
| PSVita          | PlayStation Vita                                 |
| Wii             | Wii                                              |
| WiiU            | Wii U                                            |
| Win             | komputer osobisty z systemem operacyjnym Windows |
| X360            | Xbox 360                                         |
| XONE            | Xbox One                                         |
| Xbox            | Xbox                                             |
| XSX             | Xbox Series                                      |

Artykuł opisuje ważne wydarzenia w 2021 roku w branży gier komputerowych. Zobacz też: historia gier komputerowych.

## Wydane konsole
Lista konsol wydanych w 2021 roku.
| Miesiąc     | Dzień | Konsola                    | Kraj |
| ----------- | ----- | -------------------------- | ---- |
| Październik | 8     | Nintendo Switch OLED model |      |

## Wydane gry
Lista gier wydanych w 2021 roku.

### Styczeń – marzec
| Miesiąc | Dzień | Tytuł                        | Platformy                    | Źródła |
| ------- | ----- | ---------------------------- | ---------------------------- | ------ |
| Styczeń | 20    | Hitman 3                     | Win, PS4, PS5, XONE, XSX, NS | [ 1 ]  |
| Luty    | 23    | Persona 5 Strikers           | Win, PS4, NS                 | [ 2 ]  |
| Marzec  | 25    | Crash Bandicoot: On the Run! | iOS, Android                 | [ 3 ]  |
| Marzec  | 26    | It Takes Two                 | Win, PS4, PS5, XONE, XSX     | [ 4 ]  |

### Kwiecień – czerwiec
| Miesiąc  | Dzień | Tytuł                          | Platformy                                          | Źródła |
| -------- | ----- | ------------------------------ | -------------------------------------------------- | ------ |
| Kwiecień | 22    | Miru Tights                    | NS, Android                                        | [ 5 ]  |
| Maj      | 7     | Resident Evil Village          | Win, PS4, PS5, XONE, XSX, NS, Google Stadia, macOS | [ 6 ]  |
| Maj      | 14    | Mass Effect: Edycja legendarna | Win, PS4, PS5, XONE, XSX                           | [ 7 ]  |
| Maj      | 25    | Biomutant                      | Win, PS4, PS5, XONE, XSX                           | [ 8 ]  |
| Czerwiec | 21    | Pokémon Unite                  | NS, iOS, Android                                   | [ 9 ]  |
| Czerwiec | 25    | Mario Golf: Super Rush         | NS                                                 | [ 10 ] |

### Lipiec – wrzesień
| Miesiąc  | Dzień | Tytuł                        | Platformy                | Źródła |
| -------- | ----- | ---------------------------- | ------------------------ | ------ |
| Lipiec   | 28    | Chernobylite                 | Win                      | [ 11 ] |
| Sierpień | 16    | Road 96                      | Win, PS4, PS5, XONE, XSX | [ 12 ] |
| Sierpień | 27    | Tormented Souls              | Win, PS5, XSX            | [ 13 ] |
| Wrzesień | 7     | Bus Simulator 21             | Win, PS4, XONE           | [ 14 ] |
| Wrzesień | 9     | Life Is Strange: True Colors | Win, PS4, PS5, XONE, XSX | [ 15 ] |
| Wrzesień | 10    | WarioWare: Get It Together!  | NS                       | [ 16 ] |
| Wrzesień | 14    | Deathloop                    | Win, PS5                 | [ 17 ] |
| Wrzesień | 16    | Gamedec                      | Win                      | [ 18 ] |
| Wrzesień | 28    | New World                    | Win                      | [ 19 ] |

### Październik – grudzień
| Miesiąc     | Dzień | Tytuł                                                  | Platformy                                            | Źródła |
| ----------- | ----- | ------------------------------------------------------ | ---------------------------------------------------- | ------ |
| Październik | 1     | FIFA 22                                                | Win, PS4, PS5, XONE, XSX, NS, Google Stadia          | [ 20 ] |
| Październik | 7     | Far Cry 6                                              | Win, PS4, PS5, XONE, XSX, Google Stadia, Amazon Luna | [ 21 ] |
| Październik | 12    | Back 4 Blood                                           | Win, PS4, PS5, XONE, XSX                             | [ 22 ] |
| Październik | 15    | Wordle                                                 | Przeglądarka                                         | [ 23 ] |
| Październik | 28    | Age of Empires IV                                      | Win                                                  | [ 24 ] |
| Październik | 29    | Mario Party Superstars                                 | NS                                                   | [ 25 ] |
| Listopad    | 5     | Call of Duty: Vanguard                                 | Win, PS4, PS5, XONE, XSX                             | [ 26 ] |
| Listopad    | 9     | Forza Horizon 5                                        | Win, XONE, XSX                                       | [ 27 ] |
| Listopad    | 11    | Grand Theft Auto: The Trilogy – The Definitive Edition | Win, PS4, PS5, XONE, XSX, NS                         | [ 28 ] |
| Listopad    | 16    | Ruined King: A League of Legends Story                 | Win, PS4, XONE, NS                                   | [ 29 ] |
| Listopad    | 16    | Sherlock Holmes Chapter One                            | Win, PS4, PS5, XSX                                   | [ 30 ] |
| Listopad    | 19    | Battlefield 2042                                       | Win, PS4, PS5, XONE, XSX                             | [ 31 ] |
| Grudzień    | 9     | Horizon Worlds                                         | Oculus Rift S, Oculus Quest 2                        | [ 32 ] |
| Grudzień    | 10    | Kroniki Myrtany: Archolos                              | Win                                                  | [ 33 ] |
| Grudzień    | 23    | Martial Law                                            | Win7, OSX, Linux, XONE                               | [ 34 ] |